# Ashtabula glauca
Ashtabula glauca är en spindelart som beskrevs av Simon 1901. Ashtabula glauca ingår i släktet Ashtabula och familjen hoppspindlar. Inga underarter finns listade.